# Scott Carpenter
Scott Carpenter   (Boulder, 1 de maig de 1925 - Denver, 10 d'octubre de 2013) fou un pilot de proves, astronauta i aquanauta, més conegut per ser un dels Mercury seven (els set astronautes del projecte Mercury). Scott Carpenter va ser el segon americà en orbitar la terra i el quart en anar a l'espai.

## Biografia
Malcolm Scott Carpenter va néixer l'1 de maig de 1925 a Boulder, Colorado, fill de Marion Scott Carpenter (1901–1973), una química investigadora, i Florence Kelso (de soltera Noxon, coneguda a la seva família com "Toye" ; 1900–1962). Carpenter, conegut en la seva infantesa com Bud o Buddy, es va traslladar amb els seus pares a la ciutat de Nova York, on el seu pare havia obtingut un lloc de recerca postdoctoral a la Universitat de Colúmbia, el 1925. A l'estiu del 1927, el jove Carpenter tornà a Boulder amb la seva mare, que patia tuberculosi, va tornar a Boulder amb ell (aleshores es creia que l'aire de la muntanya ajudava a la recuperació). El seu estat es va deteriorar i va ingressar al sanatori Mesa Vista el 1930. Es va recuperar prou com per convertir-se en cap de bibliotecària mèdica del Boulder Community Hospital el 1945. El seu pare va romandre a Nova York i el va veure poques vegades. Li va costar trobar feina durant la Gran Depressió, però finalment es va assegurar una bona posició a Givaudan. Els seus pares es van divorciar el 1945 i el seu pare es va tornar a casar. Va ser criat pels seus padrins materns a la casa familiar a la cantonada de l'avinguda Aurora i el carrer Seven. Va estudiar a la University Hill Elementary School de Boulder, i a la Boulder High School, on tocava el clarinet, va ser animador i va formar part del consell editorial del diari estudiantil. Va ser un Boy Scout, i va guanyar el rang de Segona Classe Scout.

## Aviador
Com moltes persones a Boulder, Carpenter es va veure profundament afectat per l'atac a Pearl Harbor, que va portar els Estats Units a la Segona Guerra Mundial, i va decidir convertir-se en aviador naval. El 12 de febrer de 1943, es va allistar a l'oficial de reclutament de la Marina dels Estats Units a Lowry Field, prop de Denver. Després va viatjar a la seu del 12è Districte Naval a San Francisco, on va ser acceptat en el programa d'entrenament de cadets d'aviació V-5 de la Marina.
La Marina havia reclutat molts aviadors potencials en aquest moment, de manera que per retenir homes joves com Carpenter, es va crear el Programa d'entrenament universitari de la Marina V-12, pel qual els cadets van assistir a la universitat fins que es requeria el seu servei. Quan Carpenter es va graduar a l'escola secundària, es va convertir en cadet d'aviació V-12A al Colorado College de Colorado Springs. Tres semestres van ser seguits de sis mesos d'entrenament previ al Saint Mary's College de Califòrnia a Moraga, Califòrnia, i entrenament de vol primari a Ottumwa, Iowa, en un Stearman N2S durant quatre mesos. La guerra va acabar abans que acabés d'entrenar, així que l'Armada el va alliberar del servei actiu el setembre de 1945.
Més endavant Carpenter va volar efectuant missions de reconeixement, vigilància i de patrulles. Va treballar com a pilot de proves a la Divisió d'Electrònica d'Assajos.
Finalment, el 1958 Carpenter va ser nomenat Oficial d'Intel·ligència Aèria de la USS Hornet. El seu següent torn de servei el va fer a Monterey, Califòrnia, a l'Escola de Marina de la línia.

## Projecte Mercury
Després de ser escollit per a Projectes Mercuri el 1959, Carpenter va actuar de pilot de reserva per a John Glenn, que va viatjar en la primera missió en òrbita dels EUA a bord del Friendship 7.
Quan Deke Slayton es va retirar per motius de salut de Projecte Mercury, Carpenter va ser assignat per a reemplaçar-lo.
En aquella missió, Carpenter s'enlairà cap a l'espai el 24 de maig de 1962, i realitzà tres òrbites al voltant de la terra. La missió durà gairebé cinc hores. La seva nau espacial Aurora 7 va arribar a una altura màxima de 164 milles i una velocitat d'òrbita de 17532 milles per hora. Treballà a través de cinc experiments a bord, Carpenter va contribuir, entre altres coses, a identificar el misteriós "foc de mosques' de les partícules de líquid congelat al voltant de l'embarcació, observat per primera vegada per John Glenn. Carpenter va ser el primer astronauta americà en menjar aliments sòlids en l'espai. L'actuació de Carpenter a l'espai va ser objecte de crítiques i controvèrsies. La història oficial de la NASA de 1989 del Projecte Mercury diu que fins al tercer pas per sobre de Hawaii, Christopher C. Kraft Jr. (que va dirigir el vol des de Cap Canaveral) "va considerar aquesta missió la més reeixida fins ara; tot havia anat perfectament excepte una despesa excessiva de combustible peròxid d'hidrogen". No obstant això, aleshores es van produir problemes i Kraft va escriure a les seves memòries de 2001: "Ignorava completament la nostra sol·licitud de revisar els seus instruments... Vaig jurar que Scott Carpenter mai tornaria a volar a l'espai". anomena el capítol de les seves memòries que tracta sobre el vol de Carpenter The Man Malfunctioned.
Un mal funcionament d'un component del sistema de control automàtic va obligar al pilot a controlar manualment la seva reentrada. Això provocà que amarés a 250 milles (uns 400 km) del lloc previst.